# 에그몬트 국립공원

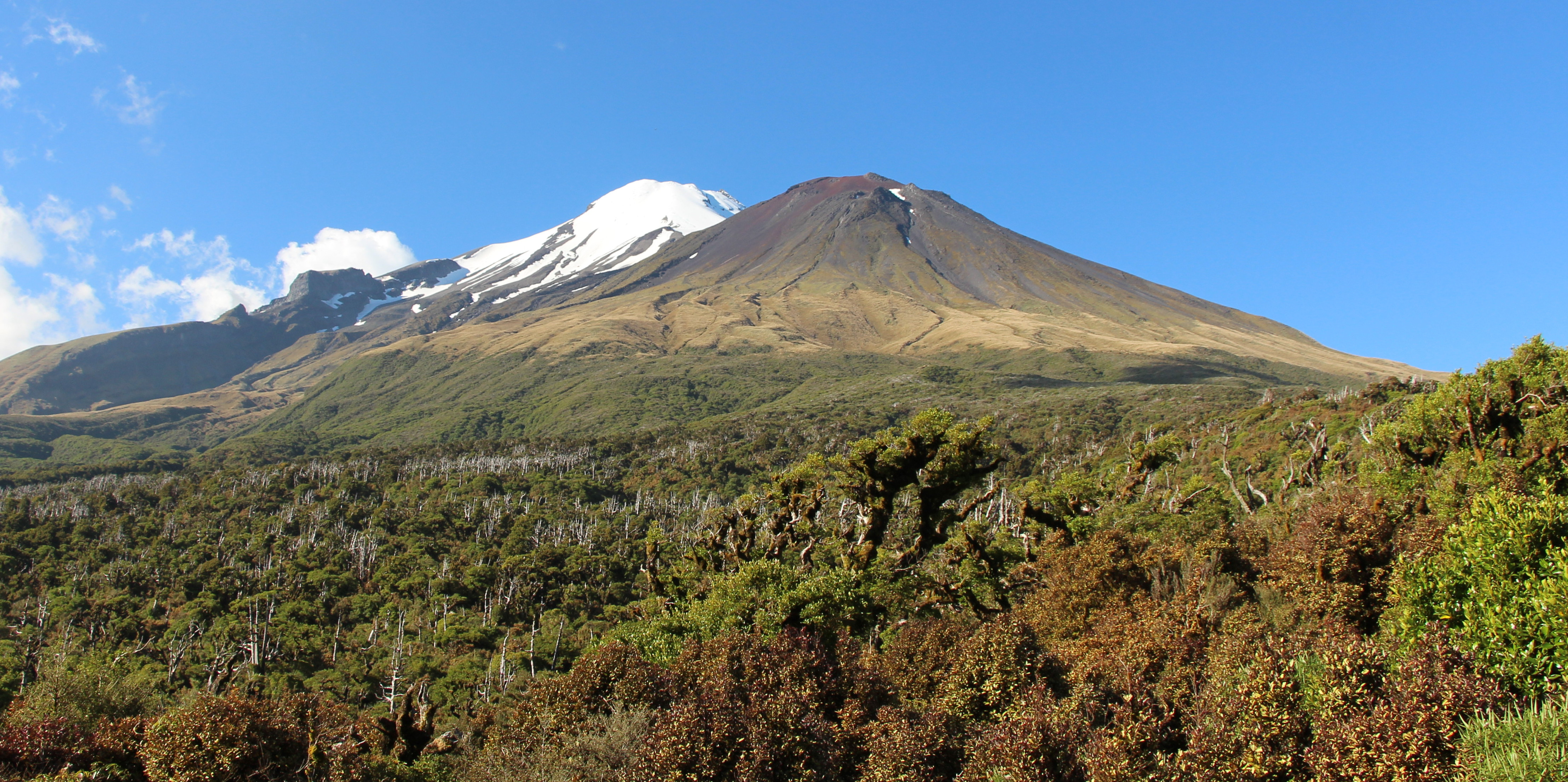

에그몬트 국립공원(Egmont National Park, 마오리어: Te Papakura o Taranaki)은 뉴플리머스 남쪽, 뉴질랜드 북섬 서해안과 가까이 위치한 공원이다. 이 공원은 세 개의 화산구, 즉 타라나키 산과 그 경사면, 포우아카이(Pouakai)와 카이타케(Kaitake)로 이루어져 있다. 이 공원은 1881년 산림보호구역으로 처음 조성되었으며, 1900년 통가리로 국립공원에 이어 뉴질랜드의 두 번째 국립공원이 되었다.
이 산림 보호구역은 휴화산인 타라나키(Mount Taranaki) 화산의 원뿔을 중심으로 반경 9.6km 이내에 만들어졌다. 포우아카이와 카이타케의 오래된 화산 잔해를 포함하는 지역은 나중에 북서쪽 보호구역에 추가되었다. 숲은 사방이 목초지로 둘러싸여 있어 뚜렷한 원형 모양을 이루고 있다.

## 같이 보기
- 뉴질랜드의 국립공원